# Тета Циркуля
Тета Циркуля (англ. Theta Circini, θ Cir), θ Циркуля — двойная звезда в созвездии Циркуля к северу от Альфы Циркуля.
 Слабо видна невооружённым глазом, поскольку имеет видимую звёздную  величину 5,110. На основе измерения годичного параллакса была получена оценка расстояния от Солнца до данной звезды: 1500 световых лет (460 пк). 
Тета Циркуля является астрометрической двойной звёздной системой с орбитальным периодом около 39,6 лет, эксцентриситетом около 0,3 и большой полуосью орбиты 85,64 мсд. Пара звёзд в совокупности имеет спектральный класс  B3 Ve,  что соответствует звезде класса B главной последовательности. Индекс 'e' показывает, что данный объект является Be-звездой. В рамках других классификаций звезда имеет обозначения B4 Vnp
 и B4npe, где символ 'n' обозначает наличие широких линий поглощения вследствие вращения, символ 'p' обозначает химическую пекулярность. Два компонента двойной звезды, вероятно, обладают похожими видимыми звёздными величинами, массами и спектральными классами. Система в целом ведёт  себя как переменная типа Гаммы Кассиопеи и демонстрирует вспышки амплитудой до 0,27 по звёздной величине.